# Евританія
Еврита́нія (грец. Ευρυτανία, романізоване Evritania, латин.: Eurytania) — ном в Греції, в периферії Центральна Греція. Межує з номами: Етолія-Акарнанія — на заході, південному заході та півдні (ділянка кордону по річці Ахелоос); Кардіца — на півночі; Фтіотида — на сході.
Один з найменш заселенних номів Греції. Адміністративний центр — місто Карпенісіон.

## Природа

Мапа Евританії

Евританія майже повністю знаходиться в гірській місцевості Пінду — гори Тімфрістос та Панаїтоліко на півдні та Аграфа на півночі. Ном відомий своїми гірськолижними курортами, що розташовані поблизу Карпенісіона в горах Тімфрістос. Територію ному перетинають річки басейну Іонічного моря. На заході, по кордону, — річка Ахелоос, та її притоки — Аграфіотіс та Мегдова.
В кліматі поєднуються ознаки середземноморського та гористого. Зима сніжна, літо тепле.
Через ном проходить автомагістраль GR-38, що з'єднує міста Агрініон та Ламія через Карпенісіон. Дорога проходить великим арочним мостом над водосховищем Кремаста на річці Ахелоос. 2004 року на півдні ному був збудований тунель Тімфрістос через однойменні гори довжиною 1,4 км.

## Історія
Евританія була заселена в період з 6000 по 5000 роки до н. е. Першими поселенцями були евритани. Потім область була захоплена римлянами, і стала частиною Римської, а після розпаду останньої — частиною Візантійської імперії. В XII—XV ст. Евританія в складі деспотату Епір, пізніше — Османської імперії. На відміну від інших частин Греції, де турецьке управління було досить жорстке, округ Аграфа зміг підтвердити свою автономію. Через 400 років чужого панування та після грецької визвольної війни, Евританія стала частиною Греції. Область була сільською та дуже бідною, досить негативно вплинули також Друга Світова та громадянська війни. 1947 року Евританія стала окремим номом, відокремленням з ному Етолія-Акарнанія. З кінця 1940-их років економіка починає зростати, селяни переїжджають в міста. Було підведена електроенергія, радіо. В 1950-их роках через Евританію пролягла автомагістраль GR-38, яка дала можливість туристам приїжджати сюди на гірськолижні курорти. На початку 1990-их років в області з'явився Інтернет.

## Муніципалітети

Муніципалітети Евританії

Ном поділяється на 11 муніципалітетів (з центрами): 
| Муніципалітет | YPES код | Місцева влада (якщо відрізняється) | Поштовий код |
| ------------- | -------- | ---------------------------------- | ------------ |
| Аграфа        | 1501     |                                    | 360 73       |
| Аперантія     | 1502     | Граніца                            | 360 72       |
| Аспропотамос  | 1503     | Раптопуло                          | 360 70       |
| Домніца       | 1505     | Крікелло                           | 360 76       |
| Фурна         | 1510     |                                    | 360 80       |
| Франґіста     | 1511     | Дітікі-Франґіста                   | 360 71       |
| Карпенісіон   | 1506     |                                    | 361 00       |
| Ктіменія      | 1507     | Ая-Тріада                          | 360 80       |
| Потамія       | 1508     | Мегало-Хоріо                       | 360 75       |
| Прусос        | 1509     |                                    | 360 74       |
| Вініані       | 1504     | Керасохорі                         | 360 71       |

## Відомі евританці
- Павлос Бакоянніс — політичний діяч
- Маркос Гіоліас — артист
- Демостеніс Гулас — артист
- Стефанос Граніцас — артист
- Хрістос Кагарас — художник
- Спірос Паліурас — артист
- Захаріас Папантоноу — артист
- Майкл Стафілас — артист
- Лефтеріс Теодору — художник